# Joual

El joual (pronunciación en francés: /ʒwal/) es el nombre que se la da al francés quebequense hablado por una parte de la población de Montreal. El Joual es normalmente asociado con la clase trabajadora. Se trata más precisamente de un sociolecto, o dialecto social.
El nombre Joual deriva de la manera singular con que sus locutores pronuncian la palabra cheval (ʃəval), que significa caballo.